# Fanny Rubio
Francisca Rubio Gámez, més coneguda com a Fanny Rubio   (Linares, 18 d'octubre de 1949), és una catedràtica d'universitat, investigadora i escriptora, experta en poesia espanyola contemporània. És doctora en filologia romànica i professora titular de literatura a la Universitat Complutense de Madrid.
De les seves obres destaquen els reculls poètics Primeros poemas (1976), Retracciones (1982) i En re menor (1990), entre d'altres, així com les novel·les La casa del halcón (1995), El dios dormido (1998) i El hijo del aire (2001).